# Mariánský sloup (Smidary)
Barokní pískovcový mariánský sloup se nalézá v parčíku na Náměstí prof. Babáka v městečku Smidary v okrese Hradec Králové. Původní socha Panny Marie stávala původně u silnice do Smidarské Lhoty, v roce byla 1863 přemístěna do parčíku na náměstí a doplněna sochami čtyř světců. Sousoší je od roku 1958 chráněno jako nemovitá kulturní památka ČR.

## Popis
Sousoší mariánského sloupu ve Smidarech je umístěno na třech čtvercových pískovcových schodech. Na nejvyšším stupni stojí třístupňový hranolový sokl zakončený nahoře profilovanou římsou. Po stranách soklu se nalézají obdélné, v rozích vykrojené rámečky. Na čelní straně soklu je dochován nápis z doby přesunu původní sochy: „PropICIa aDsit nobIs peCCatoribus Pia Virgo Maria. HonorI Beatae GenItrICIs a SMIDarIensIbus Ista statua ereCta est. Anno 1718.“
Na soklu stojí vysoký toskánský sloup zakončený čtvercovou hlavicí, na které stojí rustikální socha z roku 1926, představující stojící Pannu Marii oděnou v dlouhém splývavém rouchu, s mírně skloněnou hlavou s rozpuštěnými vlasy s věncem. Levou rukou si přidržuje cíp roucha. Tato socha nahrazuje původní sochu z roku 1718, která byla rozbita za velké vichřice v roce 1922.
Na nárožích druhého schodu pod soklem jsou umístěny čtyři stejné kamenné nižší sloupky stojící na hranolových patckách, na kterých stojí osmiboké pilíře zakončené nahoře hlavicí obtočenou reliéfem vinné révy. Na hlavicích jsou od roku 1863 umístěny sochy světců - svatého Josefa, svaté Anny, svatého Václava a svatého Ignáce z Loyoly.
Sousoší bylo restaurováno v letech 1993 - 1995.  a následně v letech 2021 - 2023.

## Galerie

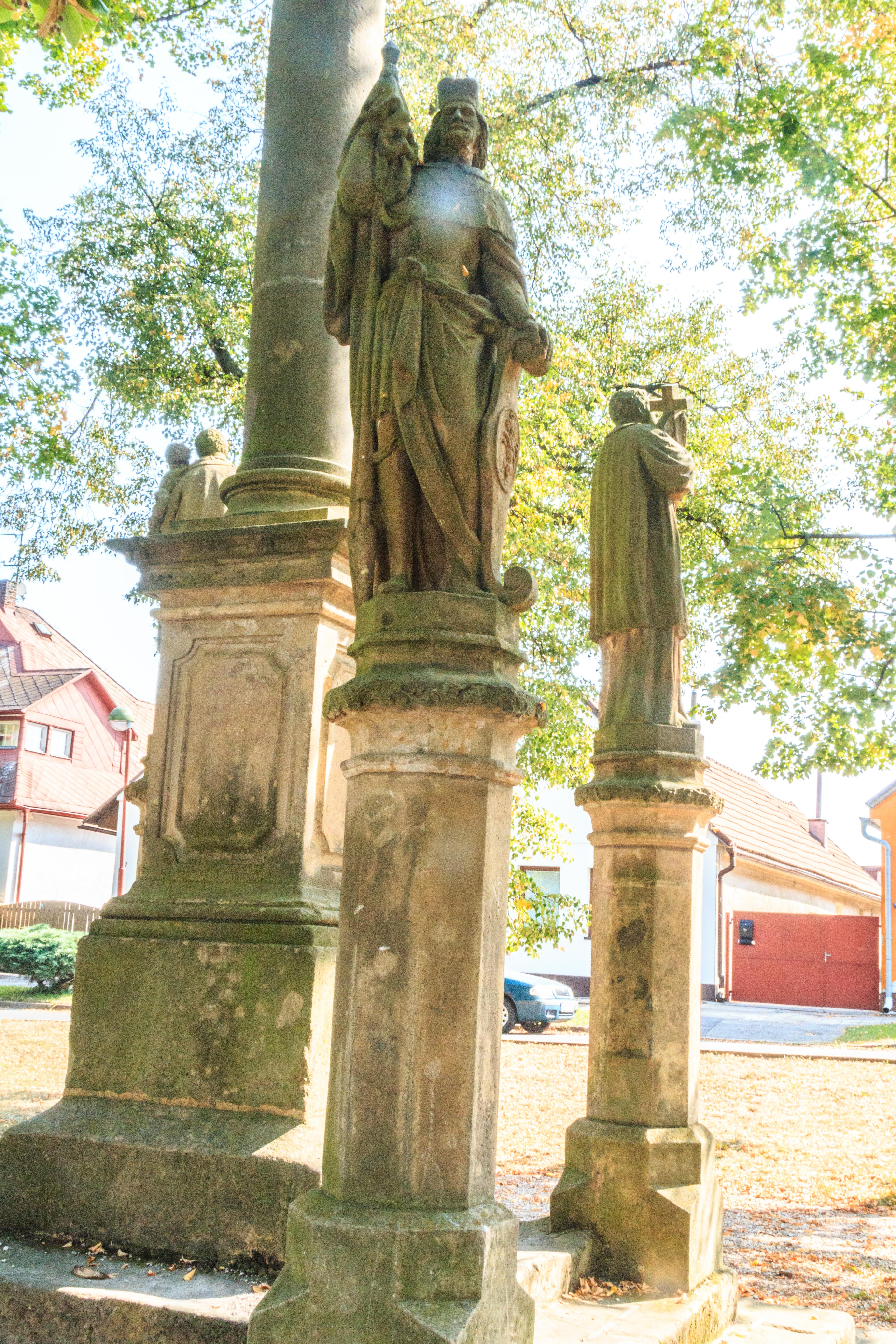
socha svatého Václava
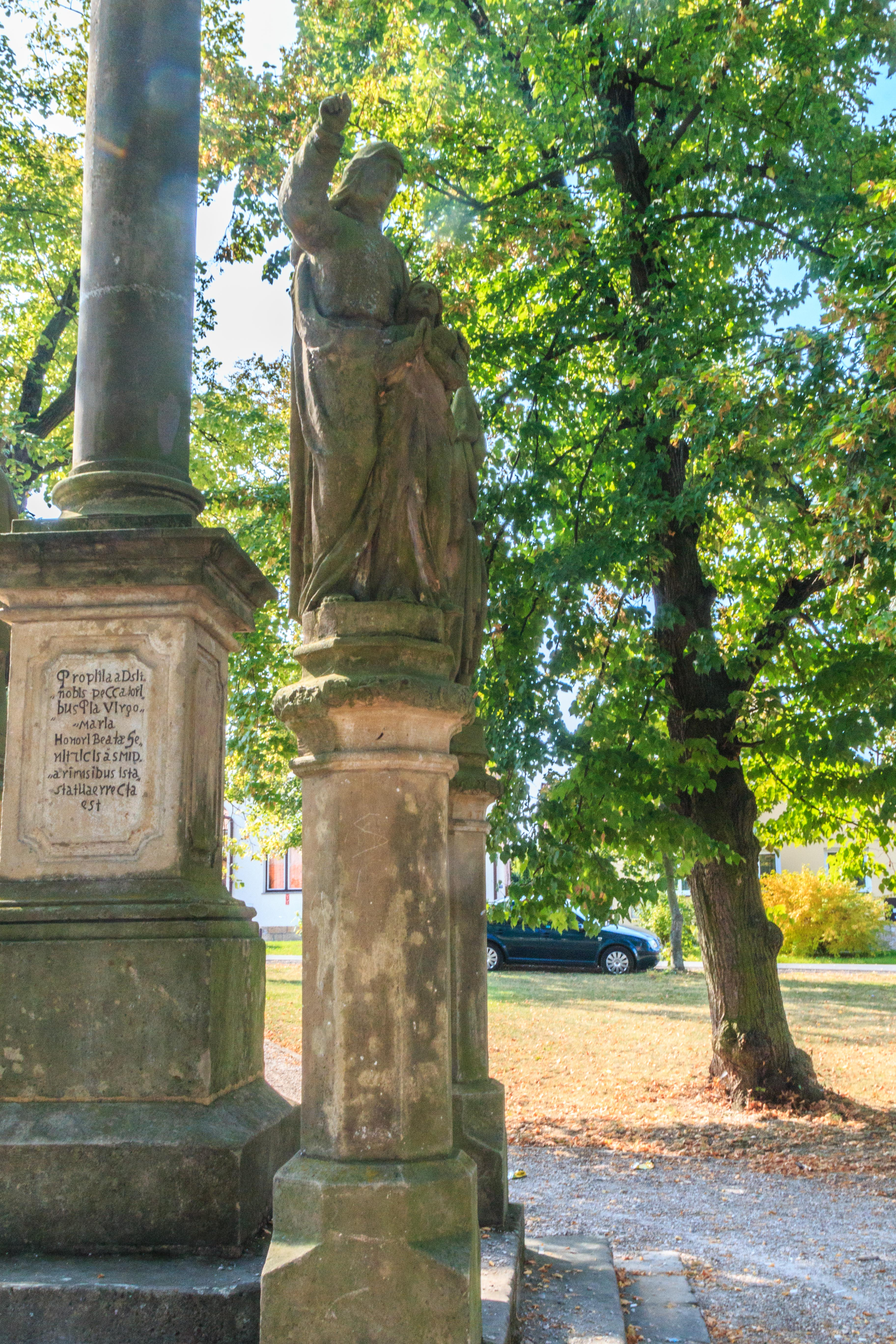
socha svaté Anny
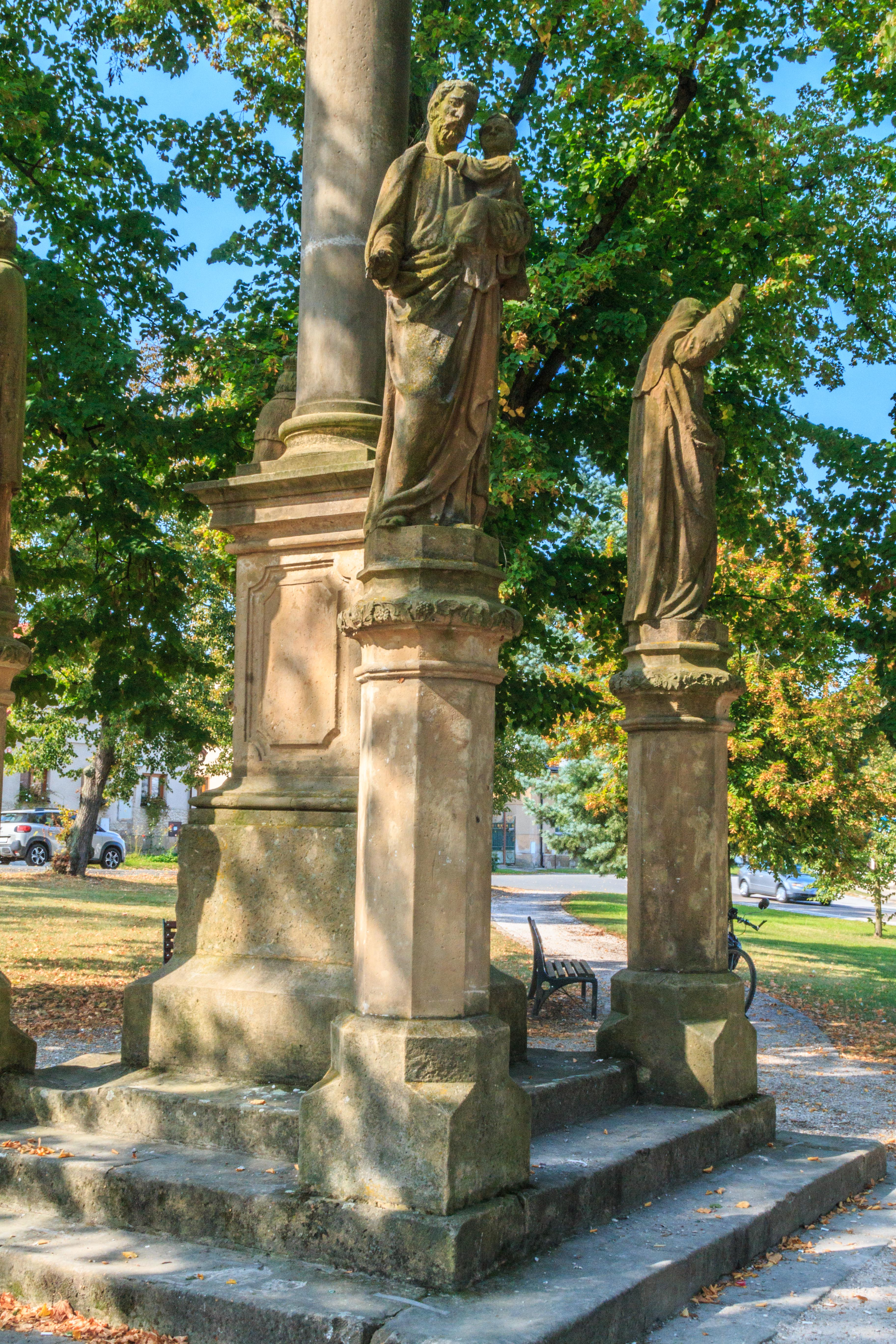
socha svatého Josefa
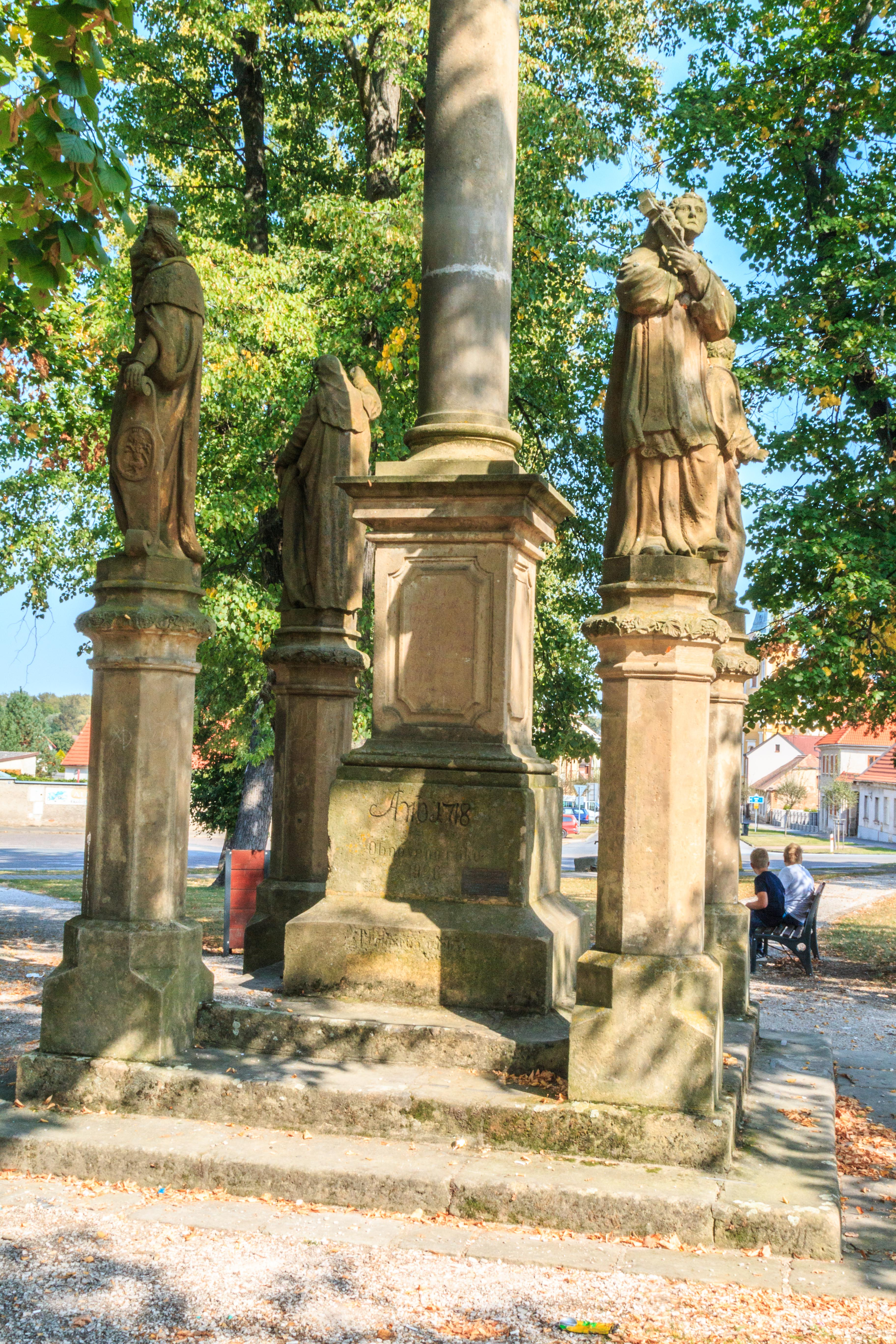
socha svatého Ignáce
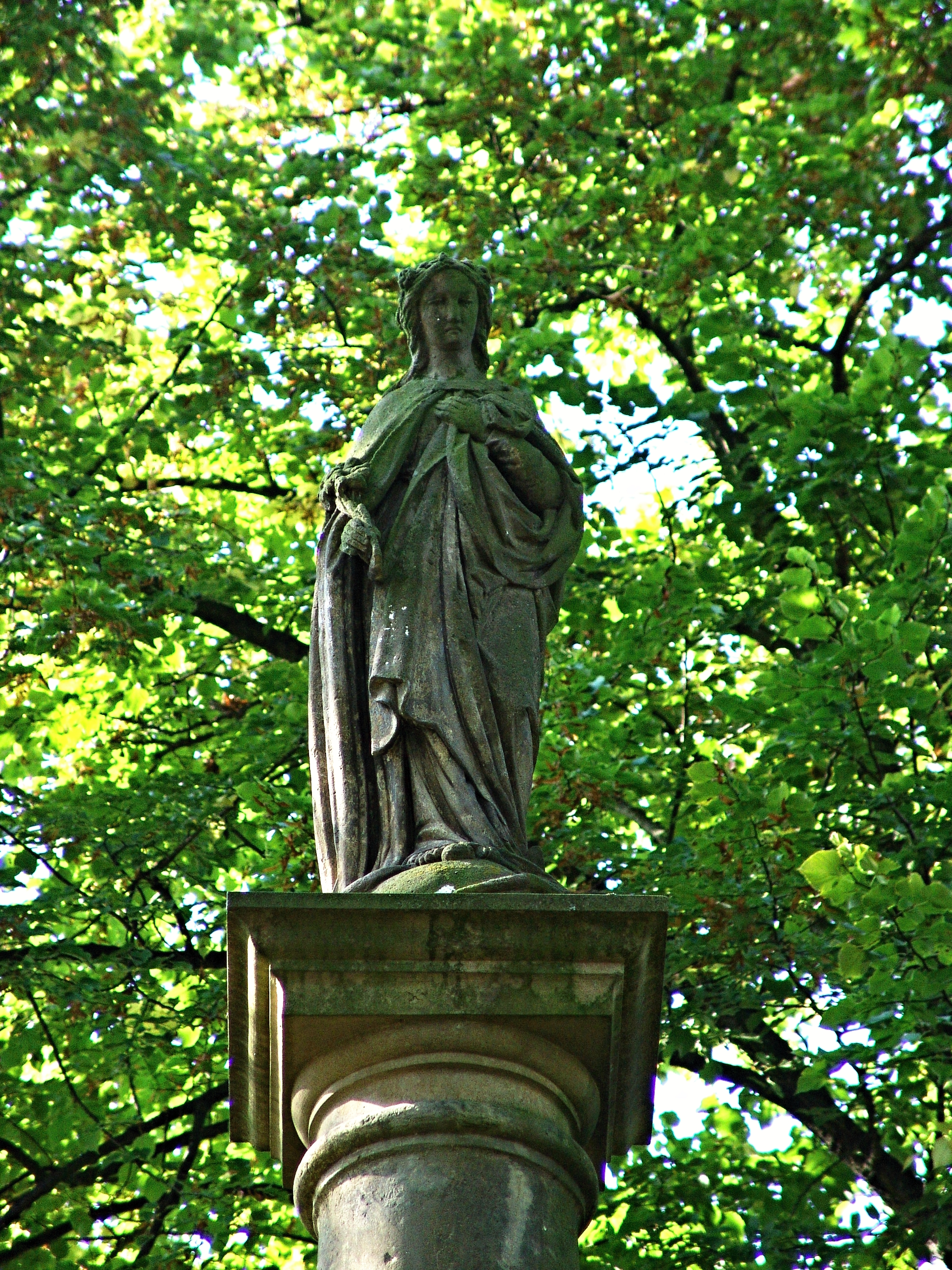
socha Panny Marie